# De Eng Soest Midden

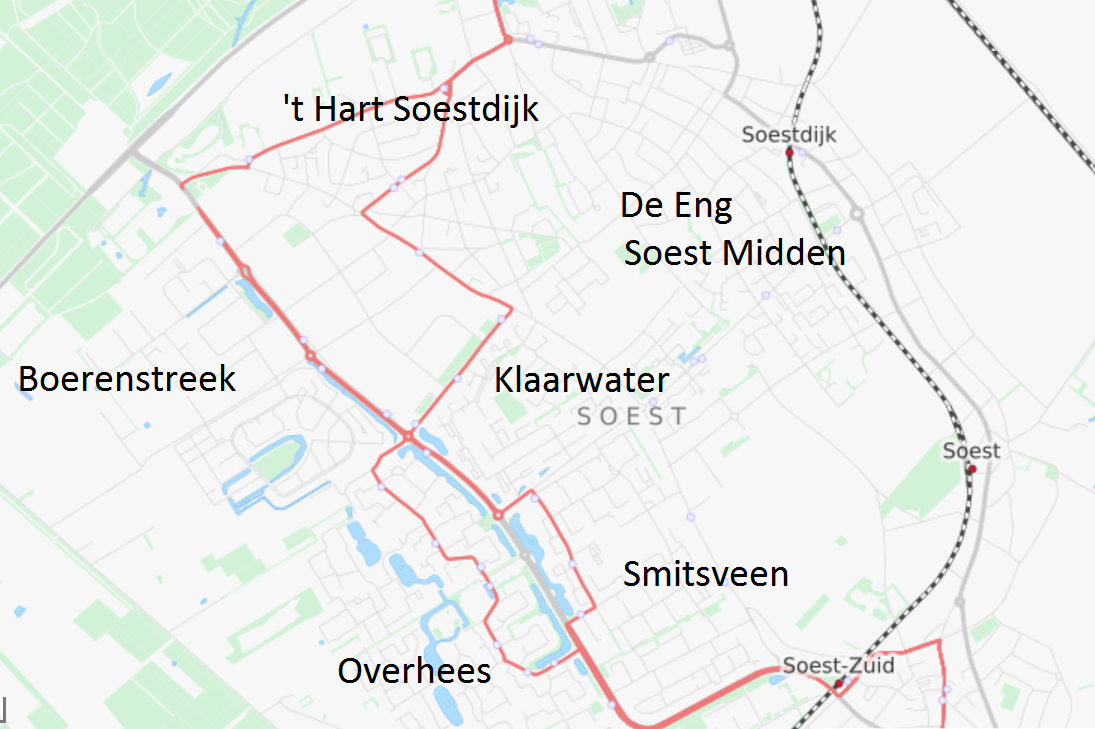
Wijken van Soest

De Eng Soest Midden is een woonwijk in het midden van Soest.
De wijk telt ruim 6000 gezinnen en bestaat uit de buurten: De Eng Noordwest, De Eng, Soest Midden, Eemgebied en De Eng Zuid.
Bovenwijkse voorzieningen aan de Dalweg zijn het zwembad, het gemeentehuis, een zorgcentrum en sporthal De Bunt. De voorzieningen bestaan verder uit een school en aan de Molenstraat het verenigingsgebouw Desmond Tutu Centrum. In de Middelwijkstraat zijn enkele winkels en horeca gevestigd. Aan de Steenhoffstraat staat museum Soest.
Eng
De onbebouwde Soester Eng wordt begrensd door de Verlengde Talmalaan, Talmalaan, de Parklaan en Nieuweweg. Het oudste deel van het bebouwde deel van de Eng ligt tussen het spoor en de Albert Cuyplaan. De flats in dit deel dateren uit de jaren vijftig van de twintigste eeuw. Eind jaren zestig werden de flats aan de Albert Cuyplaan gebouwd. Het laatst gebouwde deel aan het Boekweitland bestaat uit eengezins- en portiekwoningen.
In het zuiden van de wijk ligt de onbebouwde Soester Eng. Station Soestdijk en station Soest zijn twee van de drie treinstations van Soest. Op de Soester Eng staat molen De Windhond.
Soest-Midden
In de wijk Soest Midden werd in 2007 aan de Gaesbeekerhof de nieuwbouwwoonwijk 'Koningsvogel' gebouwd.
Soest-Midden ligt op de flank van de Heuvelrug, tussen de hoger gelegen Eng en de lager gelegen polders langs de Eem. De lintbebouwing van een aantal parallelle wegen volgen de hoogtelijnen van de Eng. De Lange Brinkweg vormt de scheiding tussen de bebouwing van de Eng en de weilanden aan de westzijde van de Eem. De Kerkebuurt rondom de Oude Kerk en een groot part van het gebied tussen het Kerkpad en de Lange Brinkweg zijn aangewezen als beschermd dorpsgezicht.
’t Hart Soestdijk (Industrieterrein Soest - ’t Hart - Soestdijk) · 
Boerenstreek (Pijnenburg - Het Soesterveen - De Grachten - Boerenstreek) · 
De Eng Soest Midden (De Eng Noord West - De Eng - Soest Midden - Eemgebied - de Eng Zuid) ·  
Klaarwater · 
Overhees (De Zoom - Wieksloot - Overhees - Hees - Klein Engendaal - Klein Engendaal Noord) · 
Smitsveen ·  
Dorp Soesterberg (Soesterberg Noord - Soesterberg Oost - Leusderheide - Soesterberg Kom) · 
Soest-Zuid (Soest-Zuid - De Birkt - Soestduinen - Soester Duinen - Paltz - Vlasakkers)